# Fərrux Ağa Qayıbov

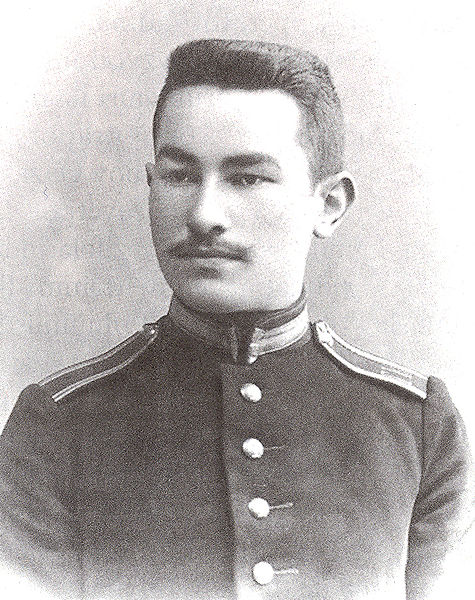
Fərrux Ağa Qayıbov

Fərrux Ağa Qayıbov (eingedeutscht Farrukh Agha Qayibow; * 2. Oktober 1891 im Dorf Aşağı Salahlı, Ujesd Qazax, Gouvernement Elisawetpol, Russisches Kaiserreich; † 12. September 1916 im Dorf Boruni, Hrodsenskaja Woblasz, Russisches Kaiserreich) war ein Pilot der Kaiserlich Russischen Armee aserbaidschanischer Abstammung, der im Ersten Weltkrieg kämpfte. Er gilt als erster aserbaidschanischstämmiger Pilot.

## Werdegang
Qayıbov war in die Familie von Məmməd Kərim Ağa (Mammad Karim Agha), der in den 1870er Jahren als Junker in der zaristischen Armee, später als Praporschtschik der Polizei und Oberster Richter diente, hineingeboren. Für seine Verdienste wurde Məmməd Kərim 1894 mit dem Sankt-Stanislaus-Orden der 3. Klasse ausgezeichnet.
Die Schulausbildung begann Qayıbov in seinem Heimatdorf Aşağı Salahlı in einer russisch-aserbaidschanischen Schule. Nach einigen Jahren wechselte er auf Anraten von Əliağa Şıxlinski in das Kadettenkorps von Tiflis. Diese Einrichtung schloss er 1910 mit Auszeichnung ab und wurde im Anschluss in die Artillerieschule Konstantinow in Sankt Petersburg aufgenommen. Hier entwickelte Qayıbov wichtige Eigenschaften wie Treffsicherheit und Geschicklichkeit beim Schießen. Nach dem Abschluss im August 1913 wurde er im Rang eines Unteroffiziers an die zweite Division der 39. Kaiserlichen Artilleriebrigade des 1. Kaukasischen Armeekorps beordert.

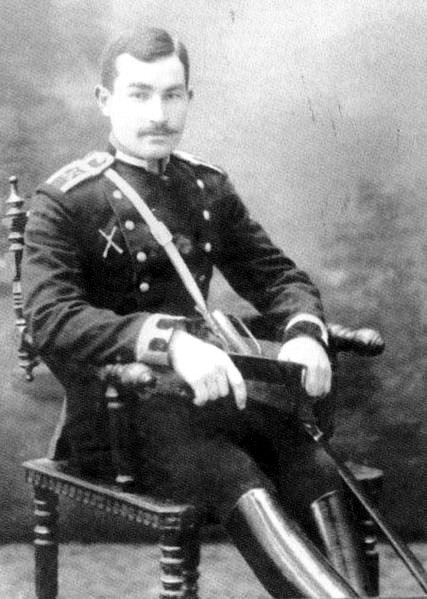
Qayıbov im Jahr 1913

Besondere Berühmtheit erlangte Qayıbov durch seine Lufteinsätze im Ersten Weltkrieg. Zunächst kämpfte er an der Kaukasusfront gegen die Osmanen. Am 31. August 1915 wurde er zum Porutschik befördert und einige Monate später an die Westfront im Kampf gegen die Einheiten des Deutschen Kaiserreichs abkommandiert und dort einem Bombengeschwader zugewiesen. Im Mai 1916 wurde Qayıbov zum Artillerieoffizier des „Ilja Muromez Nr. 16“, eines von Igor Iwanowitsch Sikorski 1913 konstruierten mehrmotorigen Bombers ernannt. Mit diesem Flugzeug hatte er fast vier Monate lang unzählige Einsätze.

## Tod
Am 12. September 1916 beschloss Oberst Brant, Generalstabschef der zaristischen Einheiten an der Westfront, einen Luftangriff tief hinter den deutschen Verteidigungslinien im Dorf Boruni (heute Hrodsenskaja Woblasz, Weißrussland) zu starten, um das sich dort befindliche Stabsquartier der 89. deutschen Division zusammen mit dem Eisenbahnknotenpunkt mit Artilleriegeschützen und dem Versorgungsdepot zu zerstören. Neben den zwei Ilja-Muromez-Bombern nahmen noch weitere 13 Flugzeuge an der hoch riskanten Operation teil. Trotz heftiger Gegenwehr der Deutschen gelang es dem Geschwader von Qayıbov, in die feindlichen Linien einzudringen und dem Gegner erhebliche Verluste zuzufügen. Im ungleichen Kampf wurde der Bomber von Qayıbov jedoch von Schüssen getroffen und stürzte in die deutschen Stellungen.

## Auszeichnungen
Für seine militärischen Verdienste wurde Qayıbov unter anderem mit dem Sankt-Stanislaus-Orden der 3. Klasse (1915) und 2. Klasse (1916), dem Russischen Orden der Heiligen Anna der 4. Klasse (1915) und 3. Klasse (1916 posthum) geehrt. Zudem erhielt er nach dem Tod den Russischen Orden des Heiligen Georg der 4. Klasse.